# Shamal Darfur

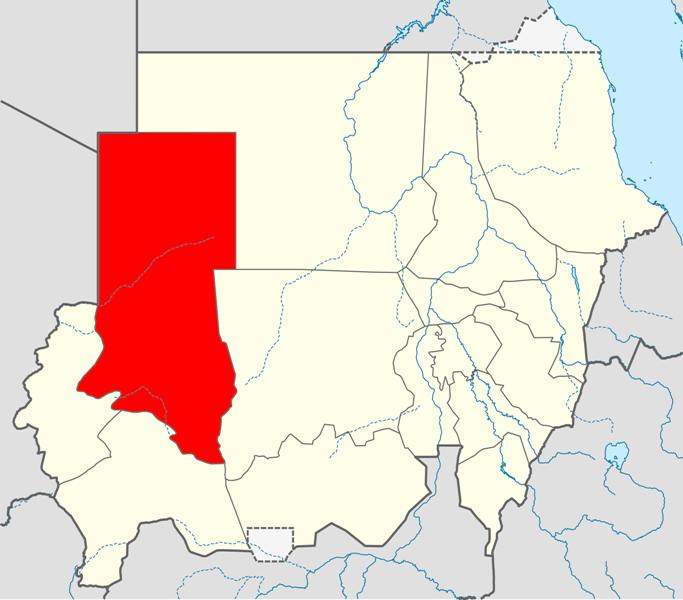
Delstatens läge i Sudan.

Shamal Darfur (arabiska: شمال دارفور) som också på svenska kallas för Norra Darfur, är en av Sudans 15 delstater (wilayat). Befolkningen uppgick till 1 583 000 (2006) på en yta av 296 420 kvadratkilometer. Den administrativa huvudorten är Al-Fashir. 

## Administrativ indelning
Delstaten är indelad i tolv mahaliyya:
- Al Fashir
- Al Sireaf
- Al Tawisha/Al Lait
- Al Waha
- Kabkabiya
- Kalmando
- Kuma
- Kutum
- Malha
- Mallit
- Saraf Omra
- Um Kadada